# Manuele II Paleologo
(Bayezid I, parlando di Manuele II Paleologo.)
Manuele II Paleologo (in greco Μανουήλ Β΄ Παλαιολόγος?, Manouēl ho déyteros Palaiologos; Costantinopoli, 27 giugno 1350 – Costantinopoli, 21 luglio 1425) è stato un imperatore bizantino.
Fu basileus dei romei dal 17 febbraio 1391 fino alla sua morte. È ricordato anche per i suoi scritti teologici.
Il primo incarico di Manuele II fu quello di despota di Tessalonica (1369-1387). Fu coimperatore dal 1376, dopo che il fratello maggiore Andronico IV Paleologo si era ribellato al padre Giovanni V Paleologo, fino al 1380, anno in cui Andronico fu perdonato, nonostante avesse tenuto prigionieri il padre ed il fratello dal 1376 al 1379. Dal 1385 tornò ad essere coimperatore, a seguito del decesso di Andronico. Nel 1390 aiutò il padre a sventare il tentativo di usurpazione del trono da parte del nipote Giovanni VII Paleologo. Nel 1391 l'anziano genitore morì e Manuele II divenne imperatore. Quando nel 1394 il sultano ottomano Bajazet I aprì le ostilità contro i bizantini, isolando Costantinopoli in modo da impedirle l'approvvigionamento alimentare, Manuele invocò l'aiuto dell'Occidente e fu ascoltato. Fu infatti indetta la crociata di Nicopoli (1396), che tuttavia si risolse in un disastro e non riuscì a risollevare le sorti dell'impero. Nel 1399 Manuele partì personalmente per l'Occidente in cerca di aiuto e vi rimase fino al 1403.
Quando ormai la fine sembrava imminente, i Timuridi invasero l'Anatolia e nella battaglia di Ancyra del 1402 Bajazet fu fatto prigioniero. In seguito a questi avvenimenti, nell'Impero ottomano scoppiò la guerra civile, della quale Manuele, grazie al suo genio diplomatico, riuscì ad approfittare per riacquisire alcuni territori dell'impero, tra cui Tessalonica. Fu capace di mantenere la pace con gli ottomani fino al 1422, ma le ostilità ricominciarono perché il figlio di Manuele, Giovanni VIII Paleologo, si era intromesso nella successione ottomana. Da ciò derivarono gli assedi di Costantinopoli e di Tessalonica. Nel 1423 quest'ultima città fu ceduta ai veneziani, poiché l'impero non era più in grado di difenderla. Manuele morì nel 1425. Gli viene riconosciuto il merito di essere riuscito, durante i 34 anni del suo impero, a rallentare la caduta dell'Impero bizantino.

## Biografia
Manuele II Paleologo era figlio secondogenito dell'imperatore bizantino Giovanni V Paleologo (1341-1391) e di sua moglie Elena Cantacuzena.

### Viaggio in Occidente
Nei primi mesi del 1366 Giovanni V si recò in Ungheria per chiedere aiuti contro i turchi ottomani, che si facevano sempre più minacciosi. Giovanni lasciò momentaneamente il governo dell'impero al figlio Andronico IV Paleologo (1376-1379), futuro erede al trono, e portò con sé i figli Manuele e Michele. Le sue richieste d'aiuto però non furono ascoltate da Luigi I il Grande (1342-1382) che impose come condizione la conversione dell'imperatore al cattolicesimo. Così Giovanni V decise di fare ritorno in patria, ma passando per il regno di Bulgaria fu fatto prigioniero insieme ai suoi figli. I tre furono liberati nella primavera del 1367, grazie all'intervento di Amedeo VI di Savoia (1343-1383), giunto in soccorso del cugino Giovanni.

### Manuele despota di Tessalonica

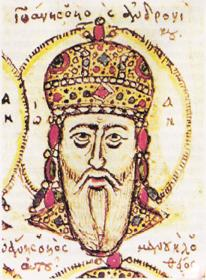
L'imperatore bizantino Giovanni V Paleologo, padre di Manuele.

Successivamente, tra il 1367 ed il 1370, Manuele fu nominato dal padre despota di Tessalonica, la seconda città più importante dell'impero.
Nell'agosto del 1369 Giovanni V si recò nuovamente in Occidente e nell'ottobre dello stesso anno solennemente abiurò la fede ortodossa e si convertì al cattolicesimo. Sperava, in questo modo, di ricevere l'aiuto promesso da Roma, ma anche questa volta le sue richieste di soccorso rimasero inascoltate.
Nel maggio dell'anno seguente, Giovanni fu a Venezia, dove doveva riscattare i gioielli della corona, consegnati ai Veneziani nel 1343 dalla madre, Anna di Savoia, in cambio di 30.000 ducati. Non avendo però il corrispettivo per riscattare i gioielli, Giovanni fece una generosa proposta alla repubblica di Venezia: avrebbe ceduto l'isola di Tenedo, che controllava l'ingresso allo stretto dell'Ellesponto, in cambio dei gioielli, di 25.000 ducati e di 6 navi da guerra. Il doge Andrea Contarini (1368-1382) accettò la proposta, ma Andronico IV, che nel frattempo governava l'impero al posto del padre con l'appoggio dei Genovesi, si rifiutò di consegnare l'isola ai Veneziani. Questi ultimi non dettero quindi alcun ducato a Giovanni che, non avendo neppure il denaro necessario per pagarsi il viaggio di ritorno a Costantinopoli, si trovò di fatto loro prigioniero.
Andronico non intervenne e fu dunque Manuele che recuperò i fondi richiesti per liberare il padre. Nonostante le difficoltà causate dalla neve, Manuele riuscì ad attraversare velocemente la via Egnazia per arrivare finalmente a Venezia nel marzo del 1371 e Giovanni fu così di nuovo libero.

### La ribellione di Andronico IV

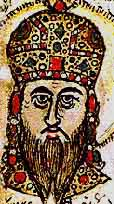
Il fratello di Manuele, Andronico IV Paleologo in una miniatura dell'epoca.

Il 26 settembre 1371 i Serbi guidati dai fratelli Jovan Uglješa, despota di Serres e Vukašin Mrnjavčević, re di Serbia, furono sconfitti dagli Ottomani nella battaglia della Marizza. Approfittando della debolezza serba, nel novembre dello stesso anno, Manuele attaccò i possedimenti di Uglješa e li conquistò quasi totalmente, anche Serres tornò a essere bizantina. Ma verso la fine dell'anno e l'inizio del 1372 l'impero bizantino, sebbene non avesse preso parte alla battaglia della Marizza, fu obbligato a pagare un tributo al sultano Murad I (1359-1389) e ad offrire il servizio di guerra. Due anni dopo, nel maggio del 1373 Giovanni V fu chiamato a combattere insieme al sultano in Asia Minore. Andronico, contrario alla sottomissione del padre a Murad, si ribellò ad entrambi, ma la sua rivolta fu soffocata ed egli fu incarcerato nella torre Anema, diseredato e semi accecato insieme al figlio Giovanni VII, che era ancora bambino. Giovanni fece chiamare Manuele da Tessalonica che, arrivato a Costantinopoli il 25 settembre, fu incoronato coimperatore.
Nel 1376 i Genovesi fecero evadere di prigione Andronico, che si presentò a Murad chiedendo truppe per prendere Costantinopoli, in cambio egli avrebbe ceduto Gallipoli al sultano. Murad accettò e subito Andronico assaltò la capitale, difesa da Giovanni e Manuele, che dopo un assedio durato trentadue giorni furono catturati. Andronico li fece rinchiudere, insieme a tutta la famiglia imperiale, nella torre Anema.
Nel 1379 la famiglia imperiale riuscì a liberarsi e si rifugiò presso Murad, accampato a Crisopoli. Manuele ed il sultano si accordarono che se li avesse aiutati a riconquistare il potere, i Bizantini avrebbero aumentato il tributo agli Ottomani, oltre a consegnare loro la città di Filadelfia, ultima città bizantina in Asia Minore. Murad accettò il patto e consegnò un esercito a Manuele e Giovanni. Costoro furono anche appoggiati dai Veneziani, che volevano togliere il potere ad Andronico, perché era filo-genovese, e quindi fornirono all'Imperatore e al coimperatore una piccola flotta.
Il 1º luglio 1379 Manuele e Giovanni poterono entrare da vincitori a Costantinopoli, mentre Andronico scappava nella colonia genvoese di Galata. La guerra civile si protrasse fino all'aprile 1380, fin quando cioè le due parti contendenti giunsero a un accordo in base al quale Andronico sarebbe tornato ad essere l'erede al trono. Questo trattato toglieva però a Manuele il diritto di ereditare l'Impero e, questi ne fu contrariato, nonostante fosse sempre stato fedele al padre, riteneva che non fosse più in grado di governare convenientemente l'Impero. Egli si rifiutò quindi di riconoscere il dominio balcanico degli Ottomani, cosa che il padre aveva invece consentito.

### La caduta di Tessalonica

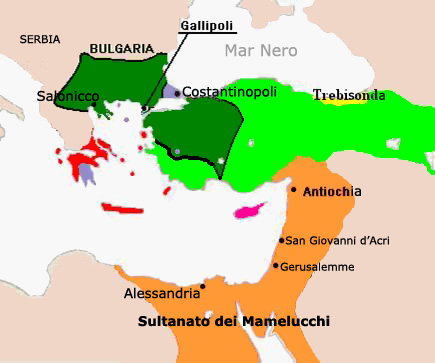
L'Impero bizantino (blu) nel 1389.

Il 2 novembre 1382 Manuele tornò a ricoprire la carica di despota di Tessalonica. Immediatamente egli attaccò gli ottomani che stavano assediando Serres e li sconfisse, contraddicendo pertanto la politica di sostanziale sottomissione adottata dal padre. Il 19 settembre 1383 Serres cadde e il comandante ottomano, Khayr al-Din Barbarossa, inviò un ultimatum a Manuele in cui chiedeva la resa della città di Tessalonica. In caso contrario la città sarebbe stata assediata e, una volta conquistata, i suoi cittadini sarebbero stati massacrati. Manuele rifiutò di arrendersi. Convocò tutti i suoi sudditi nella piazza del mercato e incitò la popolazione a difendere la città dagli ottomani, ordinando che le mura fossero rinforzate. L'assedio di Tessalonica iniziò nell'ottobre del 1383. La città resistette per tre anni e mezzo con la speranza di ricevere rinforzi dall'Occidente latino, che però non arrivarono mai, tanto da deprimere il morale dei difensori, che iniziarono a parlare di resa. Manuele si infuriò e il 6 aprile 1387 partì per Lesbo mentre Tessalonica si consegnava agli ottomani il 9 aprile, evitando il massacro dei suoi abitanti. Nel frattempo, nel giugno del 1385 era giunta a Manuele la notizia della morte del fratello Andronico e tornava quindi ad essere l'erede al trono dell'Impero bizantino.

### La rivolta di Giovanni VII
Dopo la caduta di Tessalonica, aumentò la pressione ottomana su Costantinopoli. Nel 1389, inoltre, le forze del sultano Murad avevano spezzato la resistenza serba nella battaglia della Piana dei Merli e nonostante la morte in combattimento del sultano stesso, la vittoria riportata da suo figlio e successore, Bajazet I (1389-1402), portò alla sottomissione dei Balcani ai turchi ottomani.
Manuele dovette riconoscere di essersi sbagliato nei confronti del padre. Infatti la politica pacifista con i turchi si rivelò sensata e cercò quindi la riconciliazione con lui. Giovanni però lo obbligò, come penitenza, all'esilio nell'isola di Lemno, che si prolungò per quasi due anni. Finalmente il 31 marzo 1390 Manuele poté tornare a Costantinopoli, in aiuto al padre che difendeva Costantinopoli da un assedio turco, che voleva porre al trono Giovanni VII Paleologo (1390; 1399-1403) figlio di Andronico IV. Nella notte del 13 aprile Giovanni VII, a capo di alcune truppe ottomane fornite dal nuovo sultano Bajazet I, detronizzò Giovanni V. L'imperatore non fuggì tuttavia da Costantinopoli ma, insieme al figlio Manuele ed a coloro che gli erano fedeli, si barricò nella torre della Porta Aurea, dove si preparò a resistere all'assedio del nipote. Dopo un certo tempo Manuele fu incaricato dal padre di cercare aiuti. Si recò a Lemno, dove trovò l'aiuto di cinque galee, con le quali si presentò a Costantinopoli il 25 agosto. Il 17 settembre Giovanni V ordinò ai suoi uomini di uscire dalla torre silenziosamente per tendere un'imboscata agli uomini del nipote. Quest'ultimo fu preso alla sprovvista e fu costretto a fuggire dalla capitale.

### La caduta di Filadelfia
Dopo la vittoria sul nipote, Giovanni V insieme a suo figlio Manuele e ai suoi uomini fidati, tornò trionfante verso il palazzo delle Blacherne, ma la vittoria di Giovanni V fece infuriare il sultano Bajazet, che ordinò a Manuele e a Giovanni VII di accompagnarlo nella sua nuova campagna militare. I due furono ancora richiamati nell'autunno dello stesso anno a partecipare insieme all'assedio di Filadelfia. La città di Filadelfia fu conquistata dagli Ottomani e il paradosso è che i due imperatori bizantini furono direttamente coinvolti nella conquista dell'ultimo bastione dell'Impero bizantino in Asia minore. Fra tutte le umiliazioni che l'Impero Romano d'Oriente aveva subito nella sua storia, certamente questa era la più dolorosa pari solo a quelle subite 1000 anni prima dall'Impero d'Occidente nel V secolo alla sua caduta. La storia in forma diversa si ripeteva.

### L'incoronazione

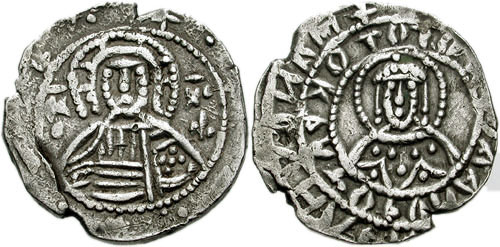
Mezzo hyperpyron raffigurante Cristo e Manuele II Paleologo.

Il 16 febbraio 1391 Giovanni V morì di gotta, Manuele era l'erede prescelto da Giovanni, ma rimaneva il problema che egli si trovava ancora al servizio del sultano Bajazet a Brussa (Bursa). In quanto l'Impero era uno stato vassallo del Sultano, Bajazet avrebbe potuto nominare Giovanni VII imperatore. Fu questo timore che spinse Manuele a fuggire dall'accampamento nella notte del 7 marzo per presentarsi a Costantinopoli, dove fu acclamato dal popolo, provvedendo alla degna sepoltura del padre con tutti gli onori dovutigli.
Quando Manuele salì al trono aveva quarant'anni. Le cronache ci riferiscono che aveva un aspetto regale e persino Bajazet disse che si vedeva bene quanto Manuele provenisse da stirpe imperiale. Si dice che i Turchi, guardandolo, rimanessero stupiti, affermando che il suo aspetto assomigliava a quello del profeta Maometto. Manuele assomigliava molto a suo nonno Andronico III Paleologo (1328-1341): energico, di ottima salute, amante della letteratura e degli studi di teologia, oltre ad essere un ottimo combattente.
Bajazet non apprezzò il modo in cui Manuele si era impadronito del trono e per questo volle umiliarlo. Assegnò quindi un quartiere di Costantinopoli ai mercanti turchi, ai quali non sarebbero più state applicate le leggi imperiali bizantine ma quelle musulmane, applicate da un giudice musulmano. Nel maggio del 1391, Bajazet chiamò Manuele per combattere al suo fianco la sua nuova campagna sul mar Nero.
A metà gennaio del 1392 Manuele tornò finalmente a Costantinopoli. Il 10 febbraio fu celebrato il matrimonio tra Manuele ed Elena Dragaš, figlia del principe serbo di Serres, Costantino Dragaš (1355-1395), anch'egli vassallo di Bajazet. L'11 febbraio ebbe luogo l'incoronazione. Manuele volle farsi di nuovo incoronare con tutti i fasti, per risollevare il morale alquanto depresso dei suoi sudditi.

### Il blocco di Costantinopoli

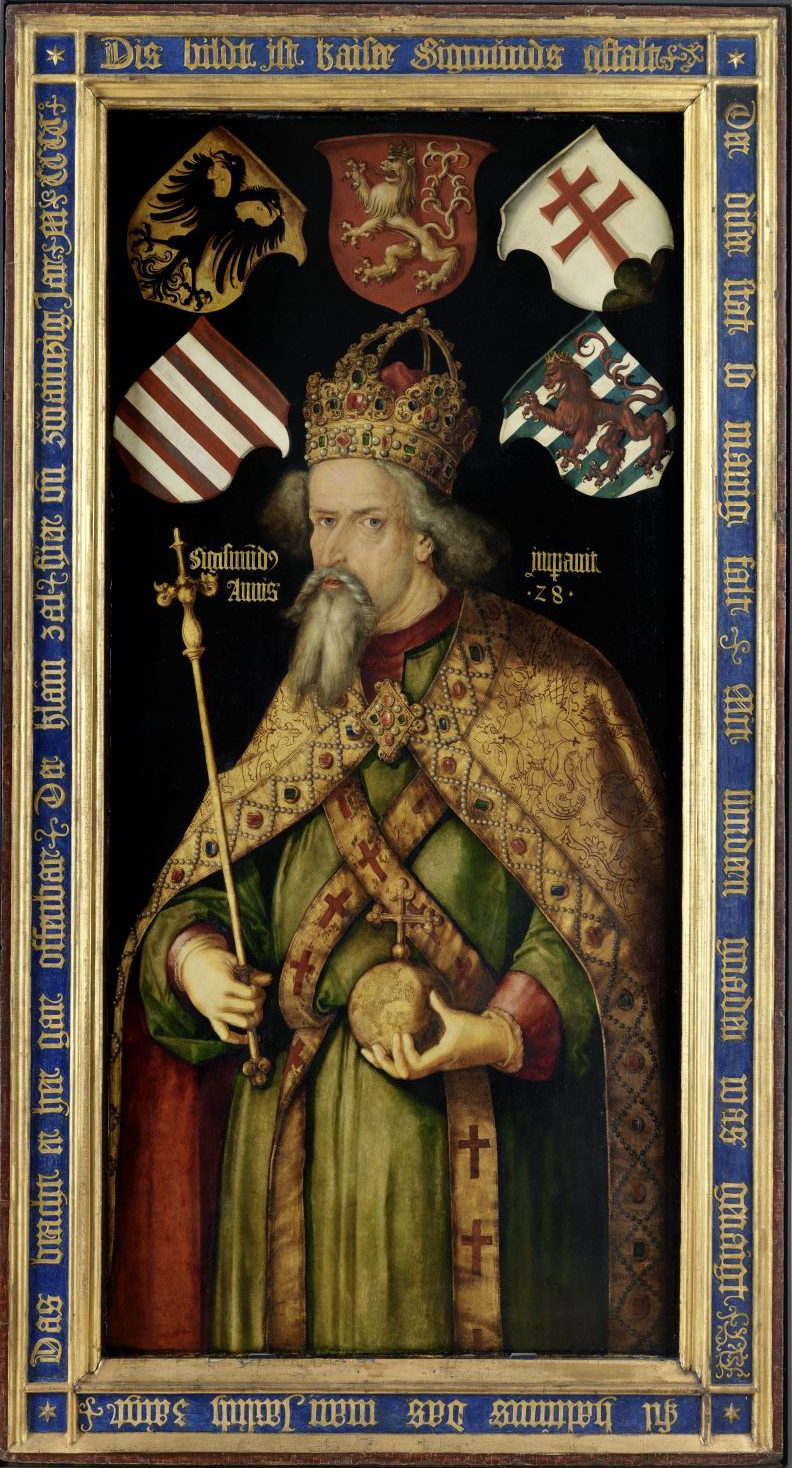
Sigismondo d'Ungheria, ritratto di Albrecht Dürer.

Nell'inverno 1393/1394 Bajazet decise di eliminare i suoi vassalli cristiani: il suo piano era quello di convocarli tutti a Serres, dov'era accampato con il suo esercito, e di farli assassinare. Quindi egli convocò Manuele, Teodoro I Paleologo despota della Morea (1382-1407), Costantino Dragaš, Giovanni VII e il re serbo Stefano III Lazaro (1389-1427). Ognuno arrivò per proprio conto, ignaro della presenza degli altri; quando si ritrovarono tutti insieme sotto la stessa tenda capirono che il sultano voleva eliminarli. Per loro fortuna Bajazet I aveva cambiato idea e si limitò a raccomandare ai suoi vassalli di ricordare quali erano i loro doveri nei suoi confronti, ammonendoli che qualsiasi disobbedienza sarebbe equivalsa a una dichiarazione di guerra. Detto questo, li congedò.
Poco tempo dopo Manuele fu richiamato da Bajazet, ma non si presentò, poiché temeva di essere assassinato. Pensava che non ci potesse essere pace con Bajazet e che dunque bisognasse resistere e confidare nella provvidenza. Il rifiuto di Manuele fu per Bajazet come una dichiarazione di guerra. Manuele rischiava, poiché credeva che Costantinopoli fosse inespugnabile per via di terra, mentre contava sul fatto che gli Ottomani avessero un esercito forte ma non una marina credibile. Bajazet invase e saccheggiò tutti i territori bizantini in Tracia, al di fuori perciò delle mura di Costantinopoli, e mise sotto assedio Costantinopoli, in modo da prenderla per fame. Manuele allora ricorse ad una carta molto pericolosa per gli Ottomani. Poteva infatti contare sull'appoggio di Sigismondo d'Ungheria (1387-1437), anch'egli allarmato dell'avanzata ottomana, e nel 1395 chiese alle potenze dell'Occidente una crociata contro gli Ottomani che giungesse in soccorso dei Bizantini.

#### Battaglia di Nicopoli
I paesi occidentali risposero all'appello e fu creato un esercito di 100.000 soldati, comandati dal re ungherese Sigismondo, ma la crociata ebbe un esito sfavorevole e durante la battaglia di Nicopoli, il 25 settembre del 1396, morirono 35.000 crociati.

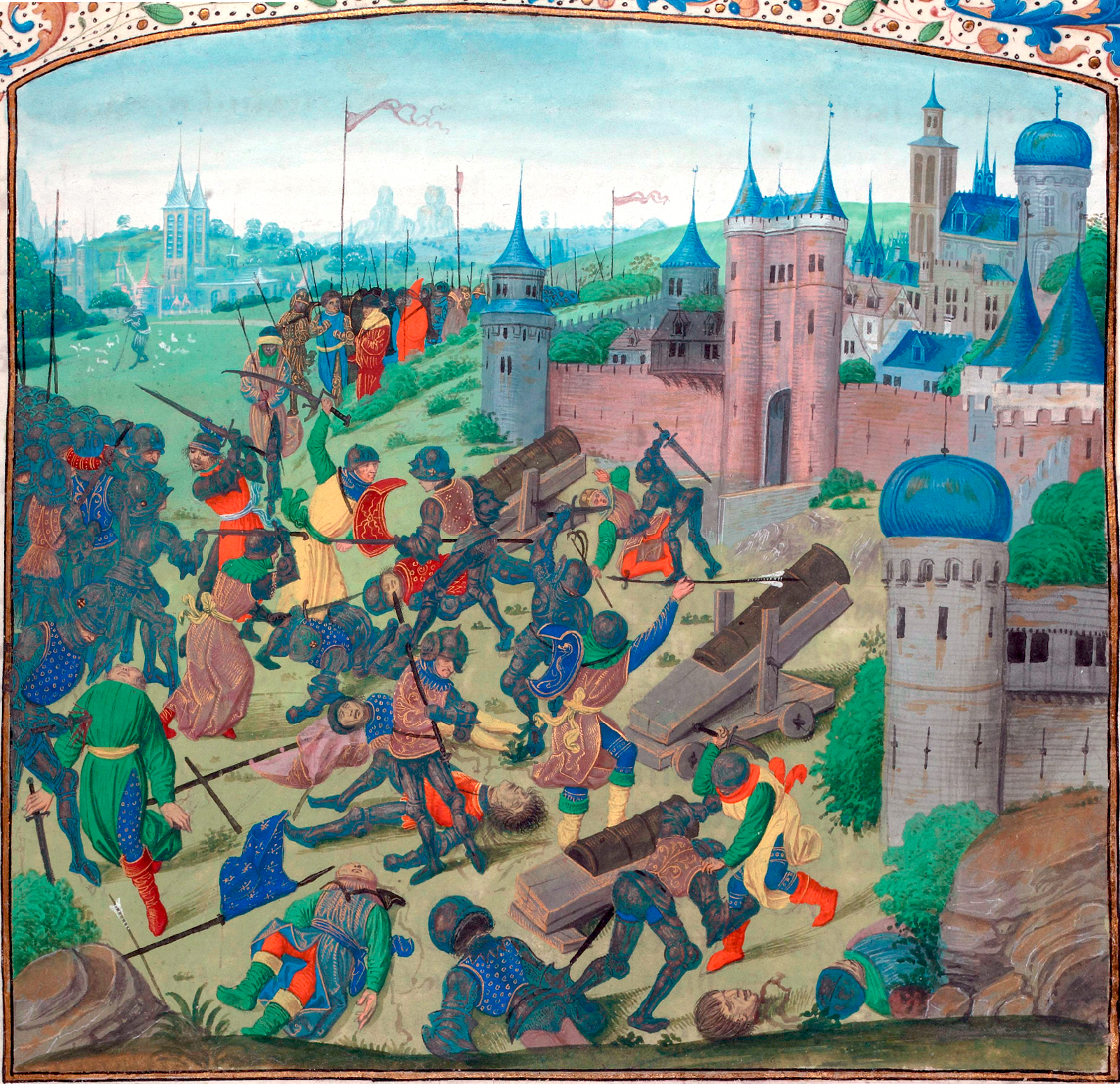
Miniatura del XV secolo rappresentante la battaglia di Nicopoli.

Nei primi mesi del 1397 gli ottomani costruirono la "fortezza d'Anatolia" ( Anadolu Hisar), che si trovava sulla sponda asiatica del Bosforo. Manuele chiese con ancor maggior insistenza aiuti. Tra il 1397 e il 1398 inviò ambasciatori presso lo Stato Pontificio, il regno d'Inghilterra, il regno di Francia, il regno di Aragona e il granducato di Moscovia. Anche il patriarca di Costantinopoli, Antonio IV (1389-1390; 1391-1397), inviò suoi legati perché chiedessero aiuto al regno di Polonia e al metropolita di Kiev. Papa Bonifacio IX (1389-1404) emanò due bolle, con le quali chiedeva alle nazioni occidentali una nuova crociata. Nel caso che non ci fossero stati i mezzi per una nuova crociata, il papa chiedeva che gli Stati occidentali inviassero soldati, soldi e viveri a Costantinopoli. Il re di Francia Carlo VI (1380-1422) inviò 12.000 franchi aurei e 1.200 soldati, comandati dal più grande stratega francese dell'epoca, il maresciallo di Francia Jean II Le Meingre detto Boucicault II, che aveva già combattuto contro gli ottomani a Nicopoli e che per questo provava un profondo odio contro di loro. Nel settembre del 1399 questi arrivò a Costantinopoli e riuscì a togliere momentaneamente il blocco ottomano. Fu un sollievo per i Bizantini vedere che non erano stati abbandonati a loro stessi. Jean Le Meingre si accorse che la città non era difendibile con le poche truppe di cui disponeva e per questo si rivolse a Manuele proponendogli insistentemente di andare a Parigi da Carlo VI al fine di chiedere nuovi invii di soldati che potessero soccorrere Costantinopoli.
Manuele seguì il consiglio di Jean Le Meingre e partì per l'Occidente alla disperata ricerca d'aiuto contro gli ottomani. Lasciò stranamente il comando dell'impero nelle mani del nipote Giovanni VII, facendo porre al riparo la moglie, Elena Dragas, e i due figli ancora bambini - Giovanni Paleologo (1425-1448), futuro imperatore, e Teodoro Paleologo (1407-1447), futuro despota della Morea - a Mistra, capitale del despotato della Morea, presso la corte del fratello Teodoro I. Nell'aprile del 1400 Manuele arrivò a Venezia e iniziò a percorrere il nord Italia. La marcia fu lenta, poiché in ogni città che passava la popolazione si radunava per festeggiarlo ed applaudirlo, in quanto egli era visto come il difensore dell'Europa e della Cristianità. Nel mese di marzo, Manuele raggiunse la corte di Gian Galeazzo Visconti a Pavia, al quale donò due spine della corona di Cristo, qui s'incontrò con l'umanista Manuele Crisolora, che rimase fino al 1403 nell'Italia settentrionale per raccogliere fondi per la guerra contro i turchi.

#### La Francia e l'Inghilterra non inviano truppe
Il 3 giugno Manuele arrivò a Parigi, dove Carlo VI lo accolse con tutti gli onori e per l'occasione fece anche restaurare un'intera ala del Louvre, dove fu ospitato Manuele con il suo seguito. Nonostante tutto Carlo VI non voleva però aderire a una possibile crociata.

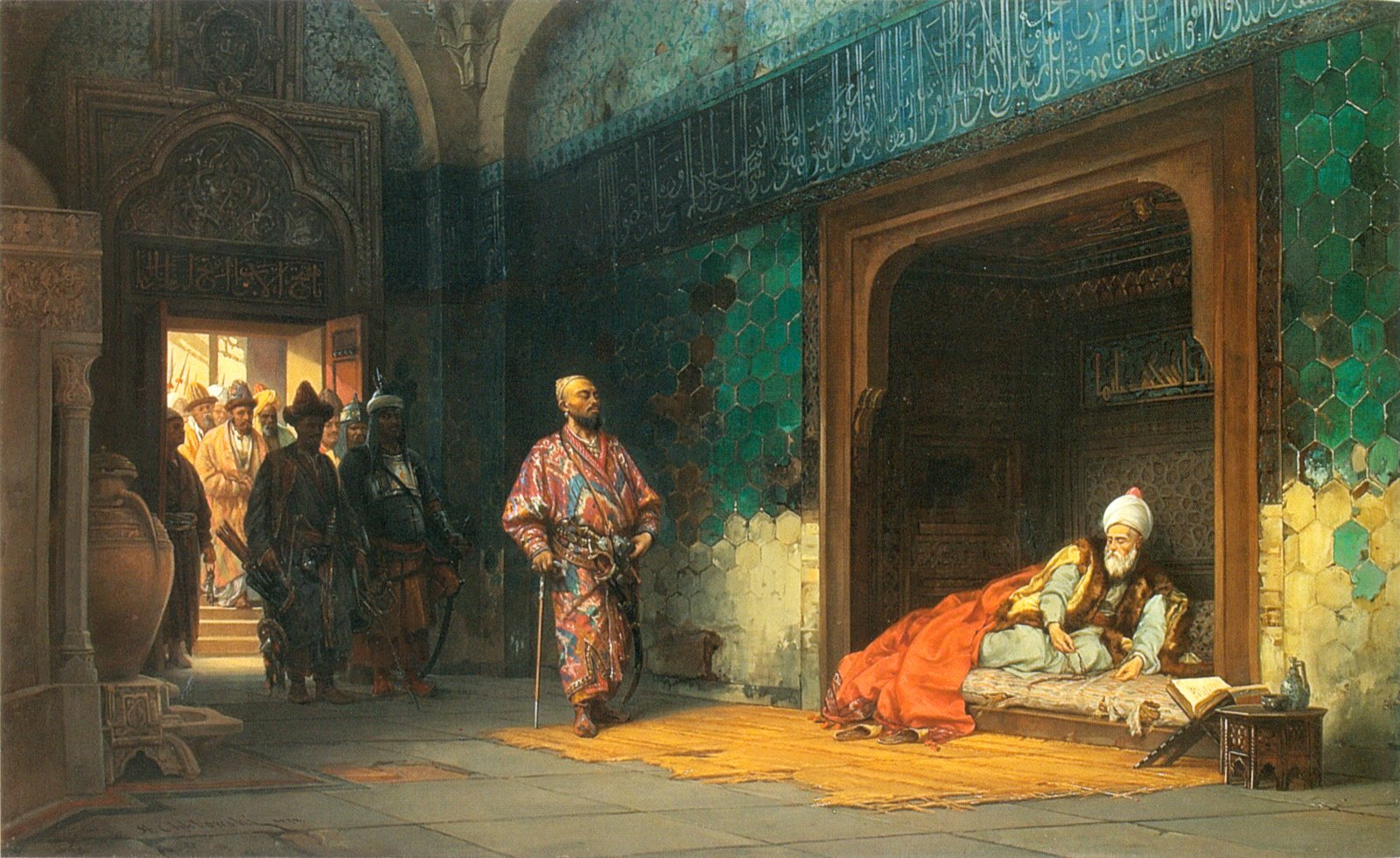
Bajazet I prigioniero di Tamerlano.

Manuele si diresse a Londra, presso la corte di re Enrico IV (1399-1413). Quest'ultimo lo accolse con grande sfarzo e lo trattò con grande rispetto, promettendogli che avrebbe armato proprie truppe e le avrebbe inviate in aiuto a Costantinopoli. Ma il trono di Enrico non era stabile ed egli capì che non poteva mantenere il suo impegno militare promesso a Manuele e per questo lo invitò a banchettare nel palazzo di Eltham ove confessò a Manuele come stavano le cose, consegnandogli tuttavia 4.000 sterline, che fece raccogliere nelle chiese, per sostenere la causa bizantina nella quale sinceramente credeva.
Nel 1401 Manuele tornò a Parigi, dove per più di un anno continuò a negoziare con il regno d'Aragona, con il regno del Portogallo, con il papa di Roma e anche con l'antipapa di Avignone. Non ottenne nulla e i suoi interlocutori rifiutarono d'impegnarsi, accampando le più diverse scuse. In più Carlo VI, che avrebbe dovuto guidare la crociata, era diventato folle e quindi Manuele scrisse una lettera al doge veneziano Michele Steno (1400-1414), chiedendogli se voleva assumere il comando della futura crociata, ottenendone però un rifiuto.

#### Bajazet sconfitto e imprigionato da Tamerlano
A settembre del 1402 arrivò a Parigi da Costantinopoli Jean de Chateaumorand, che Jean Le Meingre aveva lasciato a Costantinopoli con 300 soldati. Recava un'ottima notizia per Manuele: Bajazet era stato sconfitto e catturato dai Timuridi, comandati da Tamerlano (1369-1405), nella battaglia di Ancyra del 28 luglio 1402. Inoltre nell'Impero ottomano, fortemente indebolito in Asia Minore, tanto che i Timuridi saccheggiarono impunemente tutta la penisola, era scoppiata una guerra civile tra i figli di Bajazet. Gli storici fanno risalire a questi eventi l'inizio del periodo storico chiamato interregno ottomano. Manuele allora iniziò il suo viaggio di ritorno verso Costantinopoli.

### L'ultimo grande successo diplomatico bizantino

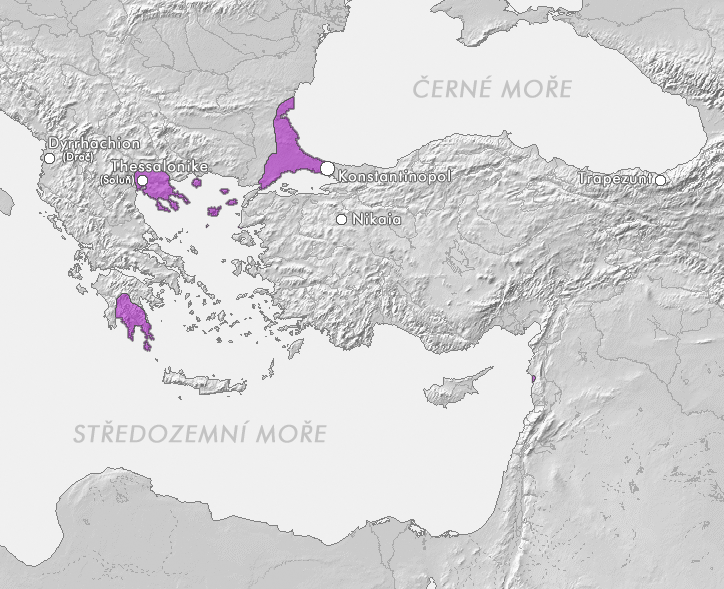
L'Impero bizantino nel maggio del 1403, dopo il trattato di Gallipoli firmato con Solimano Çelebi.

Manuele non aveva però troppa fretta di tornare a Costantinopoli, poiché aveva capito che una crociata in quel momento avrebbe fatto dissolvere l'impero. Per questo si fermò nelle varie signorie in Italia e infine arrivò a Venezia, dove fu bene accolto. I Veneziani gli dettero tre navi da guerra, con le quali l'imperatore poté partire alla volta di Costantinopoli il 5 aprile 1403. Il 9 giugno Manuele tornò finalmente nell'Impero bizantino, sbarcò a Gallipoli, dove ad attenderlo c'era Giovanni VII, che era giunto fin là a cavallo, per riconsegnare il potere nelle mani di Manuele.
Manuele da Giovanni ebbe un'altra ottima notizia: nel mese di maggio era arrivato a Gallipoli Solimano Çelebi, il figlio maggiore di Bajazet, che divenne sultano dei domini ottomani europei. Egli aveva firmato il trattato di Gallipoli con Giovanni VII, ove si stabiliva che l'Impero bizantino non era più vassallo degli Ottomani, sicché Tessalonica, con tutta la penisola Calcidica, la costa del mar Nero e molte isole egee tornavano ad essere territori bizantini. In più furono liberati tutti i prigionieri bizantini. Tutto ciò fu concesso ai Bizantini in cambio del riconoscimento della sovranità di Solimano su Adrianopoli (Edirne).

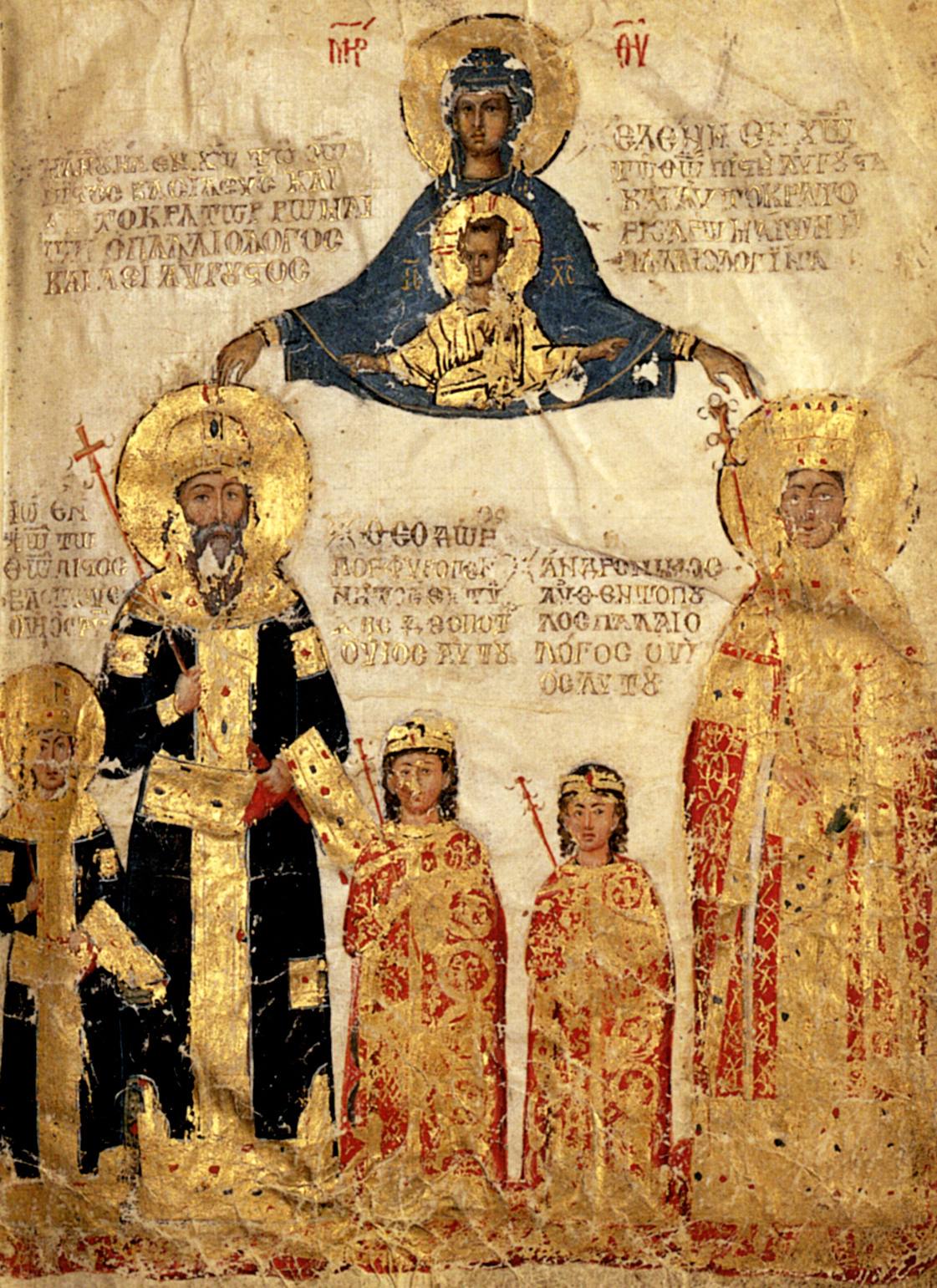
Miniatura prodotta tra il 1403-1404, rappresentante la famiglia imperiale, Manuele II Paleologo con la moglie Elena Dragaš, insieme ai tre figli, da sinistra, Giovanni VIII Paleologo, Teodoro II Paleologo, Andronico Paleologo.

Questo patto fu suggellato da Solimano, poiché egli sapeva che se voleva diventare sultano di tutto l'Impero ottomano aveva bisogno dell'aiuto dell'Impero bizantino. Nonostante i rapporti nettamente migliorati con gli Ottomani, Manuele non abbassò la guardia e continuò a rimanere in contatto con l'Occidente, perché non poteva essere certo che la guerra civile ottomana sarebbe finita a favore del suo alleato. Comunque Manuele non dimenticò ciò che aveva fatto Giovanni VII e lo ricompensò nominandolo despota di Tessalonica.
Nel 1407 morì suo fratello Teodoro I, che non lasciava eredi per il despotato di Morea. Per questo, nell'estate del 1408, Manuele vi giunse col secondogenito, Teodoro II (1408-1445), che nominò nuovo despota di Morea. A settembre morì Giovanni VII, senza lasciare eredi, visto che suo figlio Andronico V Paleologo era morto infante l'anno prima. L'imperatore nominò quindi il figlio terzogenito Andronico Paleologo (1408-1423) despota di Tessalonica. Nei primi mesi del 1409 Manuele tornò a Costantinopoli: il suo progetto era quello di riprendere il pieno potere in tutti i territori dell'Impero. Nei primi mesi del 1411 Solimano fu fatto uccidere dal fratello Musa, che si impossessò dei territori ottomani europei.
Musa, a differenza del fratello, era ostile ai Bizantini, infatti annullò tutte le concessioni che Solimano aveva fatto all'Impero bizantino. Egli inviò un piccolo esercito per stringere d'assedio Tessalonica e con il grosso delle forze assediò Costantinopoli, massacrando la popolazione bizantina che veniva incontrata lungo il cammino. Ma Musa non riuscì a conquistare Costantinopoli e neppure Tessalonica. Manuele era intenzionato a liberarsi di Musa e per questo, nei primi mesi del 1412, spedì un'ambasceria a Mehmet I (1413-1421), sultano ottomano dell'Asia Minore, offrendogli l'alleanza dei Bizantini in cambio della conferma delle concessioni fatte da Solimano. Il sultano accettò, capendo che non avrebbe potuto vincere la guerra civile senza l'aiuto dei Bizantini e il 5 luglio 1413 si scontrò a Chamurli, in Serbia, con Musa, che venne sconfitto e ucciso. Ora Mehmet era l'unico sultano ottomano e doveva quella sua vittoria a Manuele. Mehmet mandò un emissario a dare la notizia della sua vittoria a Manuele, ordinandogli di dire:
(Mehmet I)

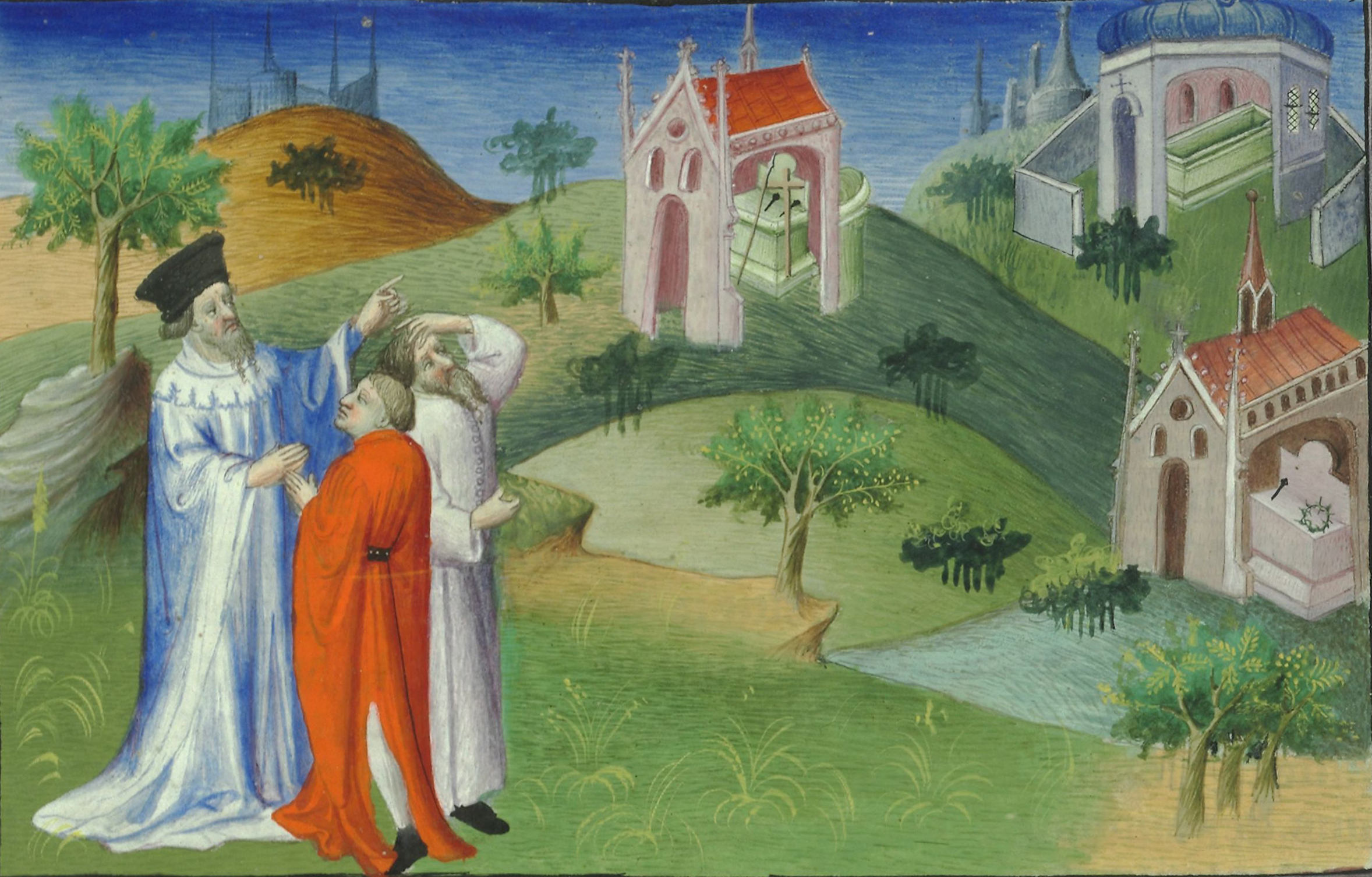
Tra 1410-1412 pellegrini Francesi ammirano le reliquie e gli strumenti della Passione a Costantinopoli. Nella chiesa di sinistra c'è la lancia del destino, le unghie e la Santa Croce, nella chiesa di destra la c'è la corona di spine.

Nell'Impero ottomano i problemi non erano finiti, apparve infatti un nuovo pretendente al trono che diceva di essere Mustafà, il fratello maggiore di Mehmet. L'impostore riuscì a organizzare un esercito e a diventare una minaccia reale per Mehmet, la guerra civile era ricominciata ma non era destinata a durare molto, dal momento che il sultano riuscì a sedare in fretta la rivolta. Mustafà venne salvato dai Veneziani e portato a Tessalonica, presso la corte di Andronico, che lo prese sotto la sua protezione. Mehmet si lamentò di ciò con Manuele, che condannò Mustafà al carcere a vita, pena che sarebbe stata scontata nell'isola di Lemno. L'imperatore ancora una volta era stato molto abile, perché condannando il ribelle al carcere a vita nell'impero bizantino lo salvava da morte certa, che non avrebbe potuto evitare se fosse caduto nelle mani di Mehmet. Manteneva in tal modo buoni rapporti con gli Ottomani e in più aveva sempre pronto un possibile pretendente al trono ottomano.

### Anni di pace

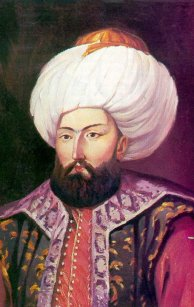
Il sultano ottomano Mehmet I, che durante tutto il suo regno mantenne la pace con l'impero bizantino.

L'impero era ora sicuro. Manuele pensò quindi di far sposare il suo primogenito Giovanni con la figlia del Gran Principe di Mosca Basilio I (1389-1425), Anna. Basilio I fu ben felice di dare in moglie sua figlia, poiché ci teneva a mantenere buoni i rapporti con l'Impero. Così nel 1414 Anna, che aveva ventun'anni, arrivò a Costantinopoli ed il matrimonio fu immediatamente celebrato.
Manuele, nel biennio 1414-15, viaggiò per tenere sotto controllo tutti i suoi domini, mirando a far capire che lui era l'unico imperatore e ad imporre la sua autorità sui territori appena riconquistati. Salpò da Costantinopoli nel luglio 1414 e durante il suo viaggio assediò l'isola di Taso, conquistandola a settembre. Si fermò a Tessalonica, passando così un po' di tempo col figlio Andronico. Poi si diresse in Morea, dove i Bizantini si stavano espandendo ai danni di ciò che rimaneva dell'Impero latino. Manuele qui diresse la ricostruzione delle Mura di Hexamilion (sei miglia) attraverso l'istmo di Corinto, per difendere il Peloponneso dagli Ottomani. Il cantiere fu aperto l'8 aprile 1415.
Nel marzo 1416 Manuele tornò nella sua capitale. La situazione dell'Impero non era mai stata così buona da quando era nato. Nel 1417 a Costantinopoli scoppiò la peste che uccise un alto numero di nobili, tra cui la nuora Anna, che fu molto pianta nella capitale.
Nel 1420 Manuele iniziò a cercare mogli per Giovanni e Teodoro, inviando suoi ambasciatori in Italia. La moglie di Giovanni sarebbe stata Sofia Paleologa, figlia del marchese del Monferrato Gian Giacomo Paleologo (1418-1445), e per Teodoro fu scelta Cleofe Malatesta, figlia di Malatesta dei Malatesti. I due matrimoni furono celebrati il 19 gennaio 1421 e Giovanni e Teodoro furono incoronati coimperatori.
Dopo il matrimonio con Sofia, Giovanni iniziò a svolgere un ruolo importantissimo per le decisioni imperiali, anche perché la salute di Manuele iniziava a peggiorare. Ciò lo costrinse a trascurare molti dei suoi doveri ufficiali, delegandoli al figlio. Ma questo rappresentò la rovina per l'Impero bizantino. Infatti Giovanni era convinto (come la maggior parte dei giovani bizantini) che l'impero avesse bisogno di una politica aggressiva e che si dovesse muovere guerra agli Ottomani.
Anche il matrimonio tra Giovanni e Sofia risultò in un disastro, nonostante Manuele andasse assai d'accordo con la nuora. Il coimperatore, infatti, non volle mai consumare il matrimonio perché riteneva Sofia troppo brutta. Dopo la morte di Manuele, Sofia scappò da Costantinopoli imbarcandosi su una nave genovese da Galata e, ritornata nel Monferrato, si fece suora.
Il 21 maggio morì Mehmet, il sultano che durante tutto il suo regno aveva sempre mantenuto la pace con l'impero, e salì sul trono suo figlio Murad II (1421-1444; 1446-1451). che riprese invece la politica aggressiva di Bajazet.

### L'assedio di Costantinopoli

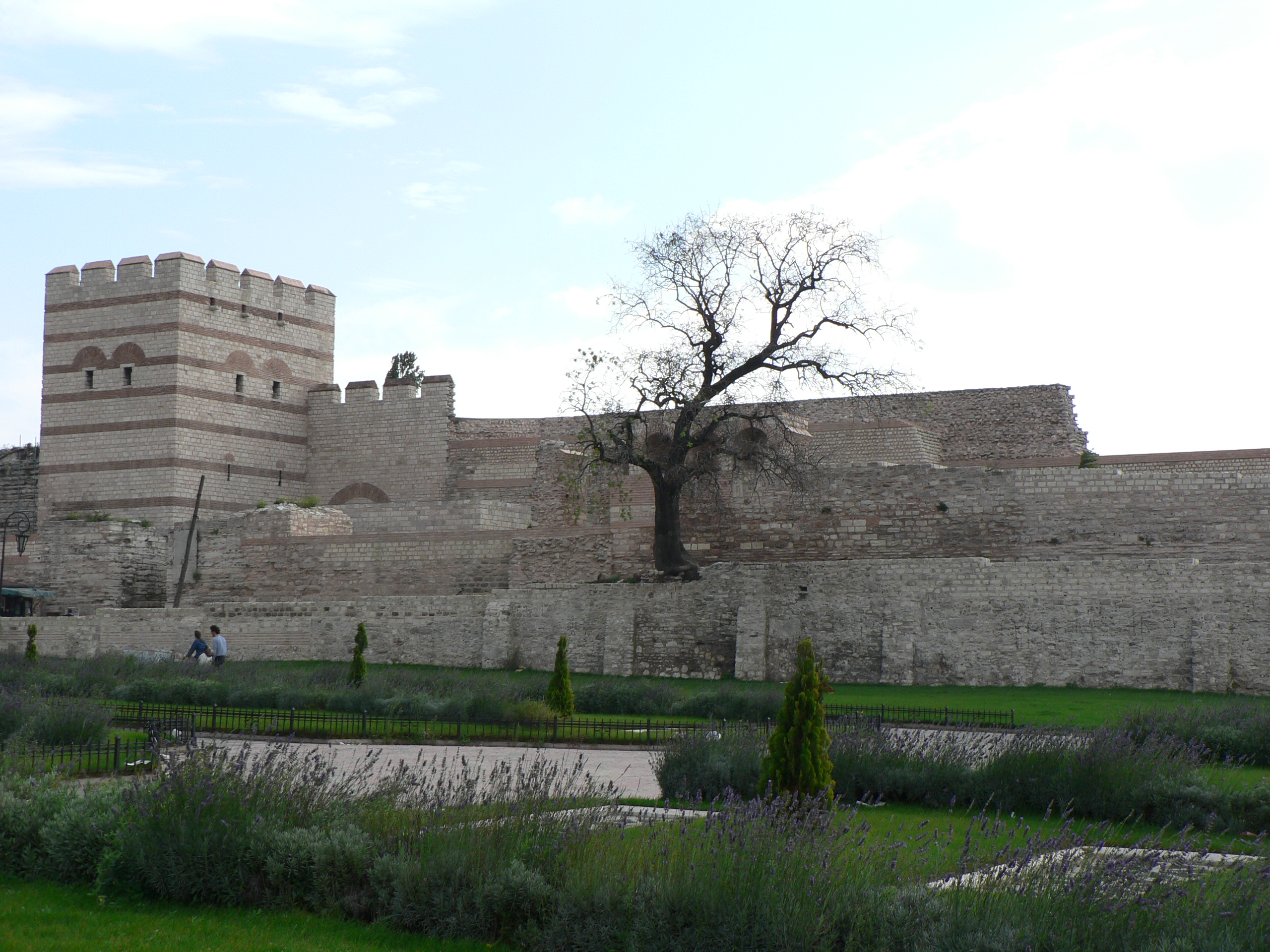
Un tratto delle mura Teodosiane.

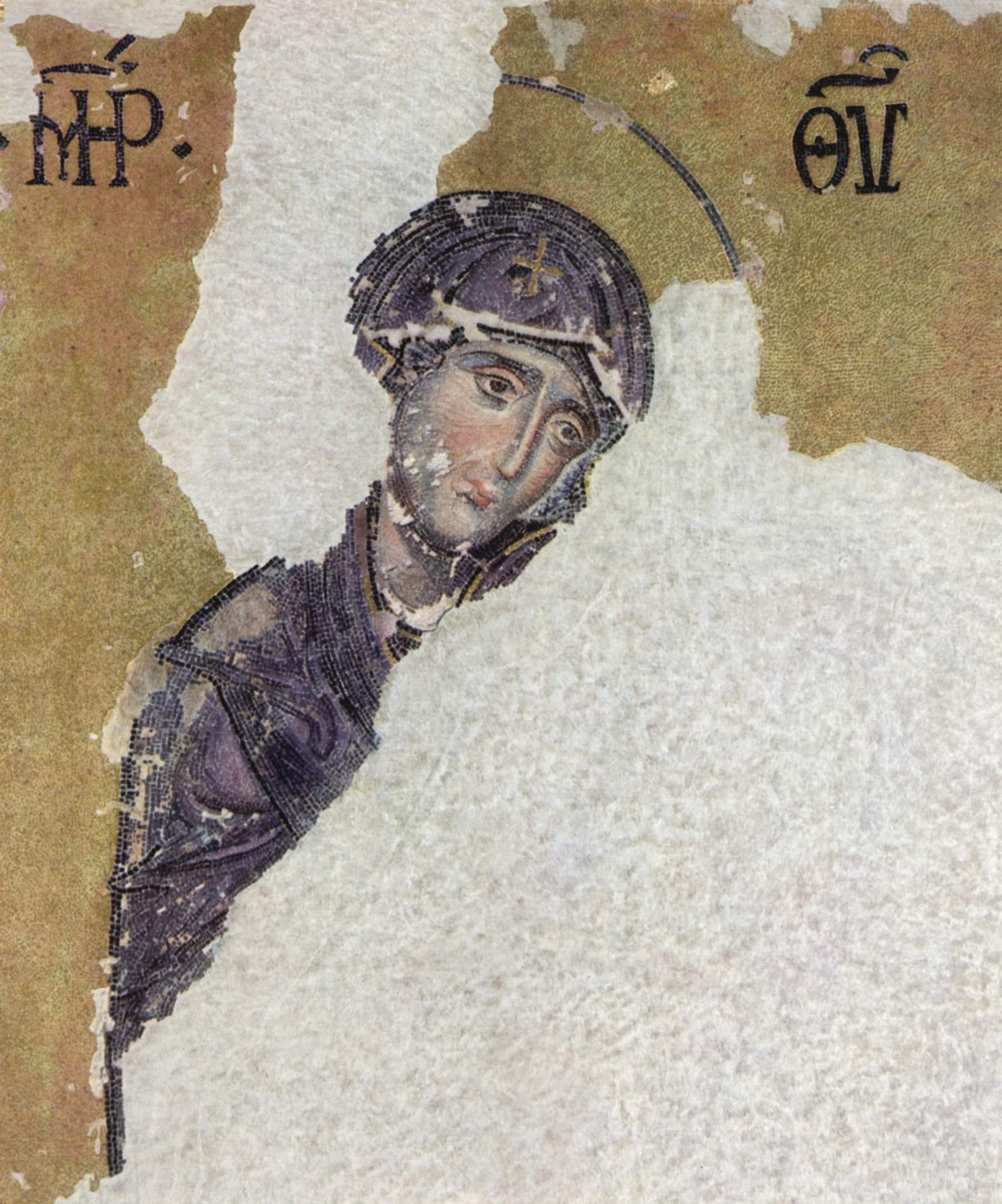
L'iscrizione indica la Madre di Dio (in greco ΜΡ ΘΥ), in un mosaico nella Hagia Sofia.

Giovanni, forte dell'appoggio dei giovani Bizantini, disse a suo padre che non aveva intenzione di riconoscere Murad come sultano, ma di contrapporgli Mustafà, che era ancora nelle prigioni di Lemno. Manuele era assolutamente contrario alla posizione presa dal figlio, ma era troppo malato per avere la forza di opporsi, quindi gli dette pieni poteri per intervenire, ma disse al figlio:
(Manuele II Paleologo)
Mustafà fu quindi liberato e gli fu affidato un piccolo esercito con cui si impossessò della parte europea dell'Impero ottomano. Nel gennaio del 1422 invase l'Asia Minore ma fu sconfitto, dovette così ritirarsi in suolo europeo. Due settimane dopo Murad arrivò in Europa con un esercito, sconfisse e uccise Mustafà. Diventava così il sultano indiscusso dell'Impero ottomano e il suo intento era, a quel punto, quello di distruggere l'Impero bizantino, che aveva tentato di togliergli il potere. L'invasione fu progettata da Murad in persona e consisteva in un doppio attacco all'Impero, dividendo il grande esercito ottomano in due armate: il grosso dell'esercito andò ad assediare Costantinopoli, mentre il rimanente avrebbe assediato Tessalonica. Oltre che su un ottimo esercito, Murad poteva contare su un altro importante elemento. Aveva infatti fatto fondere i primi cannoni per l'esercito ottomano e li usò per la prima volta negli assedi di Tessalonica e di Costantinopoli. Murad fece costruire un alto bastione, da cui faceva bombardare le mura Teodosiane. L'assedio iniziò l'8 giugno. Manuele affidò il comando della difesa della città a Giovanni, poiché sapeva che il figlio era determinato a riportare l'Impero bizantino agli antichi splendori, tanto da incitare l'esercito a resistere con determinazione, operando per tenere alto il morale delle truppe. Murad il 24 agosto schierò tutto il suo esercito davanti alle mura di Costantinopoli. Si combatté finché non si era fatta notte e i Bizantini riuscirono a resistere. A quel punto il sultano decise di ritirarsi e togliere l'assedio a Costantinopoli. I cronisti bizantini tramandano una leggenda nella quale si narra che il sultano voleva a tutti i costi assaltare la capitale il 24 agosto, poiché un profeta musulmano gli aveva predetto che in quel giorno Costantinopoli sarebbe caduta. Ma mentre la battaglia si faceva cruenta apparve sulle mura di Costantinopoli la Vergine Maria (identica a come era rappresentata nell'icona più venerata dai Bizantini, la Theotókos), protrettrice della città di Costantinopoli, venuta in soccorso dei suoi fedeli. Visto ciò, gli Ottomani s'impaurirono e fuggirono abbandonando l'assedio della città.
(Giovanni Canano)
In verità Manuele, nonostante l'età, era riuscito ad agire con molta astuzia. Infatti tramò perché Mustafà, secondogenito di Mehmet, usurpasse il trono al fratello. Saputo ciò, Murad tolse subito l'assedio: non poteva permettersi un'altra guerra civile. Nei primi mesi del 1423 Murad fece strangolare il fratello.

### La donazione di Tessalonica

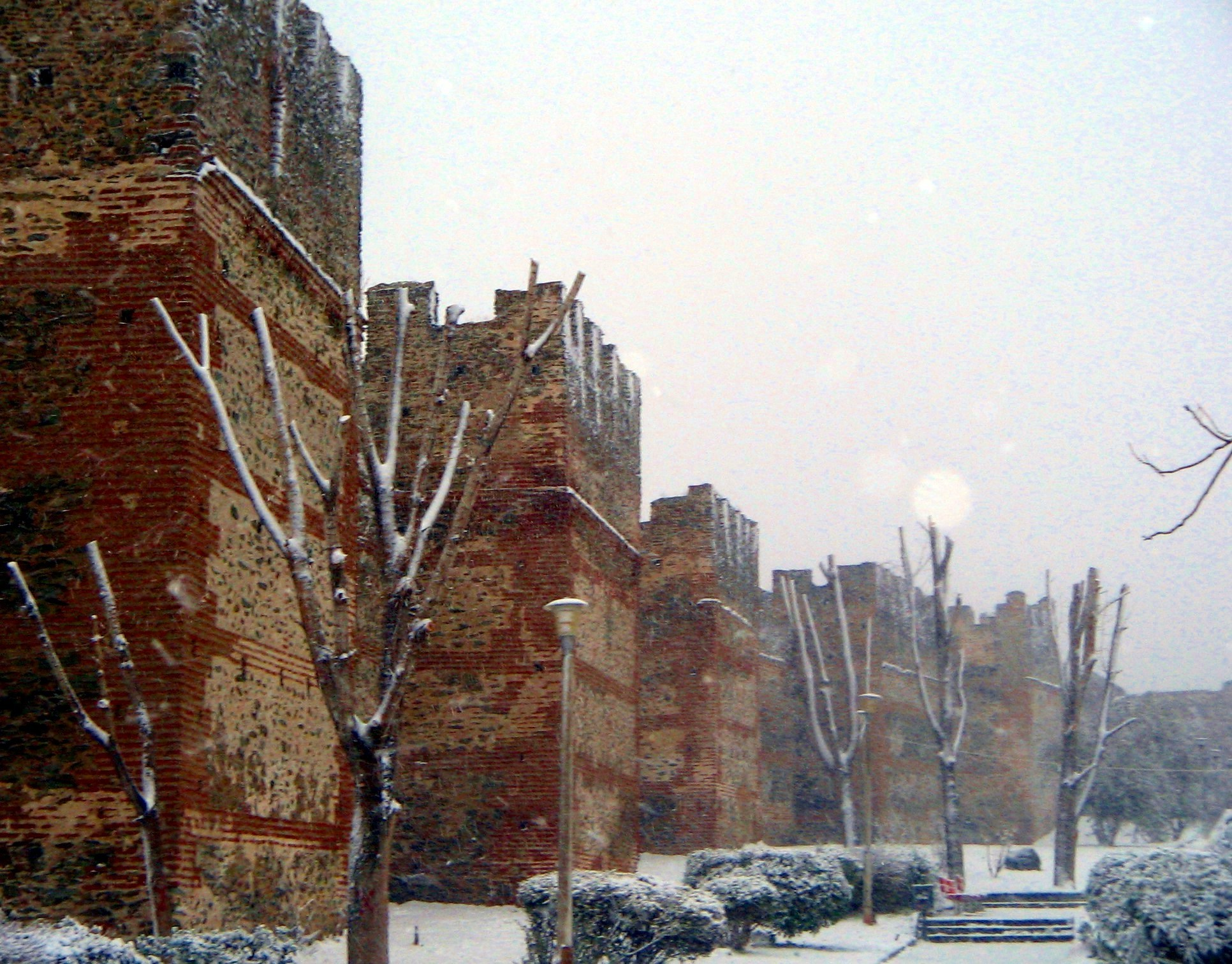
Le mura di Tessalonica.

Intanto proseguiva l'assedio di Tessalonica, difesa da Andronico. Egli però era gravemente ammalato di elephantiasis graecorum, non riusciva più a tenere la situazione sotto controllo e la città era ridotta alla fame. Nell'estate del 1423 furono avviate trattative diplomatiche affinché Tessalonica fosse annessa alla repubblica di Venezia, che aveva truppe per difendere la città. Manuele e Giovanni appoggiarono la decisione di Andronico. I Veneziani furono stupiti dall'offerta dei Bizantini, tant'è vero che rifletterono a lungo sulla proposta ma infine il doge di Venezia, Francesco Foscari (1423-1457), decise di accettare. Pertanto la città di Tessalonica fu venduta ai Veneziani per 50.000 ducati. Il 14 settembre la bandiera veneziana veniva issata sulle mura di Tessalonica: era la prima volta che Veneziani e Ottomani si scontravano in guerra.

### Aggravamento della salute e morte

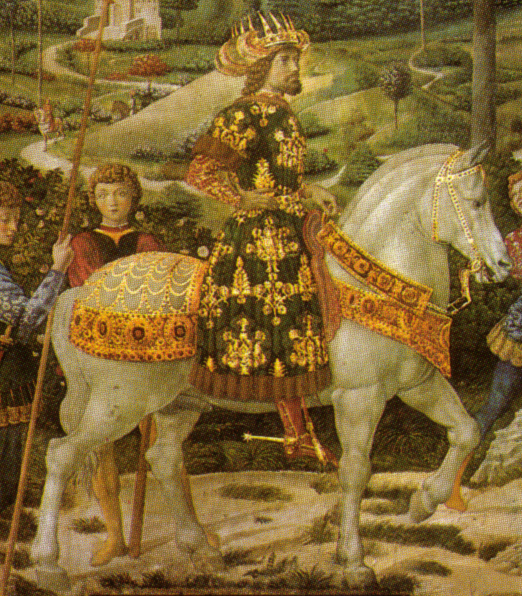
Giovanni VIII Paleologo primogenito di Manuele.

Nel 1423 le condizioni di salute di Manuele peggiorarono gravemente. Subì due ictus ma, pur infermo, la ragione non lo abbandonò mai. Giovanni, preoccupato di un possibile nuovo attacco diretto verso la capitale, partì il 15 novembre per l'Italia alla ricerca di aiuti. Il 22 febbraio 1424 Manuele firmò con Murad la pace. In Occidente Giovanni non fu aiutato, perché gli Stati italiani non avevano intenzione di soccorrere i Bizantini, che erano cristiani ortodossi, e quindi Giovanni tornò verso la fine del 1424 senza nessun aiuto. Lo storico Giorgio Sfranze, che era amico e servitore di Manuele, tramanda una discussione avuta tra l'imperatore e suo figlio Giovanni nel 1425, del quale egli era unico testimone presente. Giovanni voleva convincere il padre che bisognava riunire le Chiese di Roma e di Bisanzio, in modo da poter ricevere aiuti dai latini occidentali. Manuele rispose:
(Manuele II Paleologo)
Ma Giovanni non era d'accordo con il consiglio del padre e quindi se ne andò senza dir nulla. Manuele disse poi a Sfranze:
(Manuele II Paleologo)

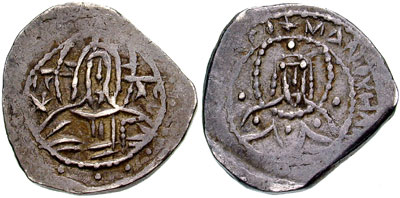
Mezzo hyperpyron d'argento di Manuele II Paleologo, in una facciata è rappresentato il busto di Cristo, nell'altra facciata è rappresentato quello di Manuele.

Poco dopo Manuele prese i voti e gli fu mutato il nome in Matteo. Il 21 luglio 1425 Manuele II Paleologo morì, gli succedette al trono il figlio Giovanni VIII Paleologo. Sfranze ci racconta che fu pianto molto dai Bizantini.

## Opere
Manuele II Paleologo fu autore di numerose opere in campi differenti, tra cui lettere, poemi, la Vita di un Santo, trattati di teologia (tra cui l'Orazione per la Dormizione della Santissima Vergine) e retorica, oltre ad un epitaffio per il fratello Teodoro I Paleologo. Manuele compose un trattato in 157 capitoli sulla Processione dello Spirito Santo, uno dei problemi fondamentali della teologia dell'Oriente greco. La sua opera più importante è del 1397 i Dialoghi con un Persiano, in 26 dialoghi, i dialoghi narrati sono avvenuti nel 1391 ad Ankara, l'opera è dedicata al fratello Teodoro I Paleologo. Il dialogo è un tentativo di Manuele di comprendere la religione islamica, perché prevedendo che gli Ottomani avrebbero conquistato Costantinopoli, voleva capire com'era questa cultura che avrebbe sostituito l'impero bizantino.

### Attualità
Nella lectio magistralis Fede, ragione e università, tenuta il 12 settembre 2006 presso l'Università di Ratisbona, papa Benedetto XVI ha citato una frase di Manuele contenuta nei Dialoghi con un Persiano:
(Manuele II Paleologo, Dialoghi con un Persiano, VII dialogo.)
La frase in questione, estrapolata dal suo contesto, ha suscitato molte polemiche nel mondo islamico e minacce da parte dei gruppi fondamentalisti. Il papa ha continuato il discorso citando un successivo passo del basileus:
(Manuele II Paleologo, Dialoghi con un Persiano, VII dialogo.)
Nella conversazione Manuele II Paleologo ed il suo interlocutore si confrontano senza esclusione di colpi verbali sulle differenze tra i sistemi legislativi musulmano, ebraico e cristiano, ognuno con l'intenzione di mostrare la superiorità del proprio, ma c'è rispetto e curiosità tra i due interlocutori.

## Famiglia
Manuele II Paleologo sposò la nobildonna serba Elena Dragaš, dalla quale ebbe dieci figli, otto maschi e due femmine:
- Giovanni VIII Paleologo, (1392-1448), fu il penultimo imperatore bizantino, al governo dal 1425 fino al 1448;
- Costantino Paleologo, morto di peste nei primi anni della sua vita, tra il 1398-1399, a Monemvasia;
- Teodoro II Paleologo, (1396-1448) fu despota della Morea dal 1407 al 1443;
- ? Paleologa, figlia morta di peste tra il 1398-1399, a Monemvasia;
- ? Paleologa, figlia morta di peste tra il 1398-1399, a Monemvasia;
- Andronico Paleologo (1400-1429), fu despota di Tessalonica (1408-1423);
- Costantino XI Paleologo (1405-1453), fu imperatore bizantino dal 1449 fino al 1453;
- Demetrio Paleologo (1407-1470), fu despota della Morea dal 1448 al 1460;
- Tommaso Paleologo (1409-1465), fu despota della Morea dal 1429 al 1460, legittimo erede al trono dei Basileis.
- Michele Paleologo, nato intorno al 1410, morto infante.

In precedenza, Manuele era ritenuto anche il padre di Isabella Zampia, che in realtà era la sua sorellastra paterna. Nata illegittima e molto più piccola di lui, Manuele si occupò di crescerla.

## Ascendenza
|                         |                     |                    | Genitori                                 |  |  | Nonni |  |  | Bisnonni             |  |  | Trisnonni              |  |
|                         |                     |                    |                                          |  |  |       |  |  | Michele IX Paleologo |  |  | Andronico II Paleologo |  |
|                         |                     |                    |                                          |  |  |       |  |  | Michele IX Paleologo |  |  | Andronico II Paleologo |  |
|                         |                     | Anna d'Ungheria    |                                          |  |  |       |  |  | Michele IX Paleologo |  |  |                        |  |
| Andronico III Paleologo |                     |                    |                                          |  |  |       |  |  | Michele IX Paleologo |  |  |                        |  |
|                         |                     | Rita d'Armenia     | Leone III d'Armenia                      |  |  |       |  |  |                      |  |  |                        |  |
|                         |                     | Rita d'Armenia     | Leone III d'Armenia                      |  |  |       |  |  |                      |  |  |                        |  |
|                         |                     | Rita d'Armenia     | Keran di Lampron                         |  |  |       |  |  |                      |  |  |                        |  |
| Giovanni V Paleologo    |                     | Rita d'Armenia     |                                          |  |  |       |  |  |                      |  |  |                        |  |
|                         |                     | Amedeo V di Savoia | Tommaso II di Savoia                     |  |  |       |  |  |                      |  |  |                        |  |
|                         |                     | Amedeo V di Savoia | Tommaso II di Savoia                     |  |  |       |  |  |                      |  |  |                        |  |
|                         |                     | Amedeo V di Savoia | Beatrice Fieschi                         |  |  |       |  |  |                      |  |  |                        |  |
| Anna di Savoia          |                     | Amedeo V di Savoia |                                          |  |  |       |  |  |                      |  |  |                        |  |
|                         |                     | Maria di Brabante  | Giovanni di Brabante                     |  |  |       |  |  |                      |  |  |                        |  |
|                         |                     | Maria di Brabante  | Giovanni di Brabante                     |  |  |       |  |  |                      |  |  |                        |  |
|                         |                     | Maria di Brabante  | Margherita di Fiandra                    |  |  |       |  |  |                      |  |  |                        |  |
| Manuele II Paleologo    |                     | Maria di Brabante  |                                          |  |  |       |  |  |                      |  |  |                        |  |
|                         | Michele Cantacuzeno | …                  |                                          |  |  |       |  |  |                      |  |  |                        |  |
|                         | Michele Cantacuzeno | …                  |                                          |  |  |       |  |  |                      |  |  |                        |  |
|                         | Michele Cantacuzeno | …                  |                                          |  |  |       |  |  |                      |  |  |                        |  |
| Giovanni VI Cantacuzeno | Michele Cantacuzeno |                    |                                          |  |  |       |  |  |                      |  |  |                        |  |
|                         |                     | Angela Cantacuzena | …                                        |  |  |       |  |  |                      |  |  |                        |  |
|                         |                     | Angela Cantacuzena | …                                        |  |  |       |  |  |                      |  |  |                        |  |
|                         |                     | Angela Cantacuzena | …                                        |  |  |       |  |  |                      |  |  |                        |  |
| Elena Cantacuzena       |                     | Angela Cantacuzena |                                          |  |  |       |  |  |                      |  |  |                        |  |
|                         |                     | Andronico Asen     | Ivan Asen III di Bulgaria                |  |  |       |  |  |                      |  |  |                        |  |
|                         |                     | Andronico Asen     | Ivan Asen III di Bulgaria                |  |  |       |  |  |                      |  |  |                        |  |
|                         |                     | Andronico Asen     | Irene Paleologa                          |  |  |       |  |  |                      |  |  |                        |  |
| Irene Asanina           |                     | Andronico Asen     |                                          |  |  |       |  |  |                      |  |  |                        |  |
|                         |                     | Tarchanaiotissa    | Michele Ducas Glabas Tarchaneiotes       |  |  |       |  |  |                      |  |  |                        |  |
|                         |                     | Tarchanaiotissa    | Michele Ducas Glabas Tarchaneiotes       |  |  |       |  |  |                      |  |  |                        |  |
|                         |                     | Tarchanaiotissa    | Maria Ducaina Comnena Paleologa Branaina |  |  |       |  |  |                      |  |  |                        |  |
|                         |                     | Tarchanaiotissa    |                                          |  |  |       |  |  |                      |  |  |                        |  |